# Football League Two
A English Football League Two (em português:  Liga de Futebol Inglesa Dois) , conhecida simplesmente como League Two e, para efeitos de patrocínio, como Sky Bet League Two, é uma liga de futebol profissional em Inglaterra organizada pela English Football League. A League Two é a quarta divisão mais elevada do sistema de ligas de futebol inglês, depois da Premier League, do EFL Championship e da EFL League One, e o terceiro escalão dentre as três ligas sob controlo da EFL.
Introduzida na época futebolística inglesa de 2004/2005 com o nome de Football League Two, é uma reformulação da antiga terceira divisão (Division Three) da EFL, que, por sua vez, é uma reformulação da extinta quarta divisão (Division Four) da mesma organização antes do lançamento da Premier League em 1992. É o campeonato de futebol mais rentável da quarta divisão do mundo.[carece de fontes?]

## Estrutura
Existem 24 clubes na EFL League Two. Cada clube joga contra todos os outros clubes por duas vezes (uma vez em casa, depois de visitante) e é atribuído três pontos por vitória, um por empate e zero para uma derrota. A partir destes pontos de uma tabela classificativa é construída.
No final de cada temporada as três melhores equipes, juntamente com o vencedor do Play-off (entre as equipes que terminaram entre a 4 ª e a 7ª posição), são promovidos à EFL League One e são substituídas pelas quatro últimas equipes da mesma Liga.
Da mesma forma que as duas equipes que terminaram nas últimas colocações da EFL League Two são rebaixados à National League e passam a ter a equipe que terminou em 1° lugar, juntamente com o vencedor do Play-off (entre as equieas que terminaram entre a 2ª e a 7ª posição). Tecnicamente, uma equipe pode "escapar" do rebaixamento se o time que for substituí-lo não tiver um estádio adequado para a disputa do campeonato, mas na prática, isso é muito raro, pois todas as equipes atualmente na National League tem um estádio que atenda aos critérios do campeonato (e mesmo que não tenha, um acordo de partilha de estádio com outra equipe pode ser feita). A outra maneira que uma equipe pode ser poupado do rebaixamento é se algum outro time renuncia ou é expulso da Liga de Futebol.
os Critérios de desempate são, nesta ordem, pelos pontos obtidos, diferença de gols, gols marcados, Confronto direto entre duas ou mais equipes, utilizando os três critérios e, finalmente, uma série de um ou mais jogos Play off.
Há um limite salarial obrigatório nesta divisão que limita os gastos com salários dos jogadores a 60% do volume de negócios do clube.

## Clubes na temporada 2024–25
| Clube              | Colocação na temporada 2023 - 24                |
| ------------------ | ----------------------------------------------- |
| Accrington Stanley | 17º                                             |
| AFC Wimbledon      | 10º                                             |
| Barrow             | 8º                                              |
| Bromley            | 3º (Promovido nos Play-offs da National League) |
| Carlisle United    | 24º (Lanterna da League One)                    |
| Cheltenham Town    | 21º (Rebaixado da League One)                   |
| Chesterfield       | 1º (Campeão da National League)                 |
| Colchester United  | 22º                                             |
| Crewe Alexandra    | 6º                                              |
| Doncaster Rovers   | 5º                                              |
| Fleetwood Town     | 22º (Rebaixado da League One)                   |
| Gillingham         | 12º                                             |
| Grimsby Town       | 21º                                             |
| Harrogate Town     | 13º                                             |
| MK Dons            | 4º                                              |
| Morecambe          | 15º                                             |
| Newport County     | 18º                                             |
| Notts County       | 14º                                             |
| Port Vale          | 23º (Rebaixado da League One)                   |
| Salford City       | 20º                                             |
| Swindon Town       | 19º                                             |
| Tranmere Rovers    | 16º                                             |
| Walsall            | 11º                                             |
| Wrexham            | 1º (campeão da National League)                 |

## Balanço por temporada

### Equipes promovidas àEFL League One
| Temporada | Campeão             | Vice-Campeão        | 3° Lugar           | Promovido pelo Play-off   |
| --------- | ------------------- | ------------------- | ------------------ | ------------------------- |
| 2004–05   | Yeovil Town         | Scunthorpe United   | Swansea City       | Southend United (4º)      |
| 2005–06   | Carlisle United     | Northampton Town    | Leyton Orient      | Cheltenham Town (5º)      |
| 2006–07   | Walsall             | Hartlepool United   | Swindon Town       | Bristol Rovers (6º)       |
| 2007–08   | Milton Keynes Dons  | Peterborough United | Hereford United    | Stockport County (4º)     |
| 2008–09   | Brentford           | Exeter City         | Wycombe Wanderers  | Gillingham (5º)           |
| 2009–10   | Notts County        | Bournemouth         | Rochdale           | Dagenham & Redbridge (7º) |
| 2010–11   | Chesterfield        | Bury                | Wycombe Wanderers  | Stevenage (6º)            |
| 2011–12   | Swindon Town        | Shrewsbury Town     | Crawley Town       | Crewe Alexandra (7º)      |
| 2012–13   | Gillingham          | Rotherham United    | Port Vale          | Bradford City (7º)        |
| 2013–14   | Chesterfield        | Scunthorpe United   | Rochdale           | Fleetwood Town (4º)       |
| 2014–15   | Burton Albion       | Shrewsbury Town     | Bury               | Southend (5º)             |
| 2015–16   | Northampton Town    | Oxford United       | Bristol Rovers     | AFC Wimbledon (7º)        |
| 2016–17   | Portsmouth          | Plymouth Argyle     | Doncaster Rovers   | Blackpool (7º)            |
| 2017–18   | Accrington Stanley  | Luton Town          | Wycombe Wanderers  | Coventry City (6º)        |
| 2018–19   | Lincoln City        | Bury                | Milton Keynes Dons | Tranmere Rovers (6º)      |
| 2019–20   | Swindon Town        | Crewe Alexandra     | Plymouth Argyle    | Northampton Town (7°)     |
| 2020–21   | Cheltenham Town     | Cambridge United    | Bolton Wanderers   | Morecambe (4°)            |
| 2021-22   | Forest Green Rovers | Exeter City         | Bristol Rovers     | Port Vale (5°)            |
| 2022-23   | Leyton Orient       | Stevenage           | Northampton Town   | Carlisle United (5°)      |
| 2023–24   | Stockport County    | Wrexham             | Mansfield Town     | Crawley Town (7°)         |
| 2024–25   | Doncaster Rovers    | Port Vale           | Bradford City      | Wimbledon (5°)            |

### Resultados dos playoffs da League One
| Temporada | Semifinal (1° etapa)                                                      | Semifinal (2° etapa)                                                                                                   | Final                                                                        |
| --------- | ------------------------------------------------------------------------- | --- | ---------------------------------------------------------------------------- |
| 2004–05   | Lincoln City 1–0 Macclesfield Town Northampton Town 0–0 Southend United   | Macclesfield Town 1–1 Lincoln City Southend United 1–0 Northampton Town                                                | Lincoln City 0–2 Southend United                                             |
| 2005–06   | Lincoln City 0–1 Grimsby Town Wycombe Wanderers 1–2 Cheltenham Town       | Grimsby Town 2–1 Lincoln City Cheltenham Town 0–0 Wycombe Wanderers                                                    | Grimsby Town 0–1 Cheltenham Town                                             |
| 2006–07   | Bristol Rovers 2–1 Lincoln City Shrewsbury Town 0–0 Milton Keynes Dons    | Lincoln City 3–5 Bristol Rovers Milton Keynes Dons 1–2 Shrewsbury Town                                                 | Bristol Rovers 3–1 Shrewsbury Town                                           |
| 2007–08   | Darlington 2–1 Rochdale Wycombe Wanderers 1–1 Stockport County            | Rochdale 2–1 Darlington (Rochdale venceu por 5-4 nos pênaltis) Stockport County 1–0 Wycombe Wanderers                  | Rochdale 2–3 Stockport County                                                |
| 2008–09   | Shrewsbury Town 0–1 Bury Rochdale 0–0 Gillingham                          | Bury 0–1 Shrewsbury Town (Shrewsbury venceu por 4-3 nos pênaltis) Gillingham 2–1 Rochdale                              | Gillingham 1–0 Shrewsbury Town                                               |
| 2009–10   | Dagenham & Redbridge 6-0 Morecambe Aldershot Town 0-1 Rotherham United    | Morecambe 2-1 Dagenham & Redbridge Rotherham United 2-0 Aldershot Town                                                 | Dagenham & Redbridge 3-2 Rotherham United                                    |
| 2010–11   | Torquay United 2-0 Shrewsbury Town Stevenage 2-0 Accrington Stanley       | Shrewsbury Town 0-0 Torquay United Accrington Stanley 0-1 Stevenage                                                    | Stevenage 1-0 Torquay United                                                 |
| 2011–12   | Crewe Alexandra 1–0 Southend United Cheltenham Town 2–0 Torquay United    | Southend United 2–2 Crewe Alexandra Torquay United 1–2 Cheltenham Town                                                 | Cheltenham Town 0–2 Crewe Alexandra                                          |
| 2012–13   | Bradford City 2–3 Burton Albion Northampton Town 1–0 Cheltenham Town      | Burton Albion 1–3 Bradford City Cheltenham Town 0–1 Northampton Town                                                   | Bradford City 3–0 Northampton Town                                           |
| 2013–14   | Burton Albion 1–0 Southend United York City 0–1 Fleetwood Town            | Southend United 2–2 Burton Albion Fleetwood Town 0–0 York City                                                         | Burton Albion 0–1 Fleetwood Town                                             |
| 2014–15   | Stevenage 1–1 Southend United Plymouth Argyle 2–3 Wycombe Wanderers       | Southend United 3–1 Stevenage (a.e.t.) Wycombe Wanderers 2–1 Plymouth Argyle                                           | Southend United 1–1 Wycombe Wanderers (Southend venceu por 7–6 nos pênaltis) |
| 2015–16   | Portsmouth 2–2 Plymouth Argyle AFC Wimbledon 1–0 Accrington Stanley       | Plymouth Argyle 1–0 Portsmouth Accrington Stanley 2–2 AFC Wimbledon (a.e.t.)                                           | AFC Wimbledon 2–0 Plymouth Argyle                                            |
| 2016–17   | Blackpool 3–2 Luton Town Carlisle United 3–3 Exeter City                  | Luton Town 3–3 Blackpool Exeter City 3–2 Carlisle United                                                               | Blackpool 2–1 Exeter City                                                    |
| 2017–18   | Lincoln City 0–0 Exeter City Coventry City 1–1 Notts County               | Exeter City 3–1 Lincoln City Notts County 1–4 Coventry City                                                            | Coventry City 3–1 Exeter City                                                |
| 2018–19   | Newport County 1–1 Mansfield Town Tranmere Rovers 1–0 Forest Green Rovers | Mansfield Town 0–0 Newport County (Newport County venceu por 5–3 nos pênaltis) Forest Green Rovers 1–1 Tranmere Rovers | Newport County 0–1 Tranmere Rovers (a.e.t.)                                  |
| 2019–20   | Colchester United 1–0 Exeter City Northampton Town 0–2 Cheltenham Town    | Exeter City 3–1 Colchester United Cheltenham Town 0–3 Northampton Town                                                 | Exeter City 0–4 Northampton Town                                             |
| 2020–21   | Newport County 2–0 Forest Green Rovers Tranmere Rovers 1–2 Morecambe      | Forest Green Rovers 4–3 Newport County (a.e.t.)Morecambe 1–1 Tranmere Rovers                                           | Morecambe 1–0 Newport County                                                 |
| 2021–22   | Mansfield Town 2–1 Northampton Town Swindon Town 2–1 Port Vale            | Northampton Town 0-1 Mansfield Town Port Vale 1–1 Swindon Town (Port Vale venceu por 6–5 nos pênaltis)                 | Mansfield Town 0–3 Port Vale                                                 |
| 2022–23   | Salford City 1–0 Stockport County Bradford City 1–0 Carlisle United       | Stockport County 2–1 Salford City (Stockport County venceu por 3–1 nos pênaltis) Carlisle United 3–1 Bradford City     | Stockport County 1–1 Carlisle United (Carlisle venceu por 5–4 nos pênaltis)  |
| 2023–24   | Crawley Town 3–0 Milton Keynes Dons Crewe Alexandra 0–2 Doncaster Rovers  | Milton Keynes Dons 1–5 Crawley Town Doncaster Rovers 0–2 Crewe Alexandra (Crewe Alexadra venceu por 4–3 nos pênaltis)  | Crawley Town 2–0 Crewe Alexandra                                             |

### Times relegados àNational League
| Temporada | Clubes                                   |
| --------- | ---------------------------------------- |
| 2004–05   | Kidderminster Harriers, Cambridge United |
| 2005–06   | Oxford United, Rushden & Diamonds        |
| 2006–07   | Boston United, Torquay United            |
| 2007–08   | Mansfield Town, Wrexham                  |
| 2008–09   | Chester City, Luton Town[a]              |
| 2009–10   | Darlington, Grimsby                      |
| 2010–11   | Lincoln City, Stockport County           |
| 2011–12   | Hereford United, Macclesfield Town       |
| 2012–13   | Barnet, Aldershot Town                   |
| 2013–14   | Bristol Rovers, Torquay United           |
| 2014–15   | Cheltenham Town, Tranmere Rovers         |
| 2015–16   | Dagenham & Redbridge, York City          |
| 2016–17   | Hartlepool United, Leyton Orient         |
| 2017–18   | Barnet, Chesterfield                     |
| 2018–19   | Notts County, Yeovil Town                |
| 2019–20   | Macclesfield Town[b]                     |
| 2020–21   | Southend United, Grismby Town            |
| 2021-22   | Oldham Athletic, Scunthorpe United       |
| 2022-23   | Hartlepool United, Rochdale              |
| 2023–24   | Sutton United, Forest Green Rovers       |

a O Luton foi penalizado com menos 30 pontos por irregularidades financeiras.
b Em consequência da expulsão do Bury da League One, apenas uma equipa foi despromovida, mantendo-se a League Two com 24 clubes.

### Artilheiros
| Temporada | Artilheiro         | Clube               | Gols |
| --------- | ------------------ | ------------------- | ---- |
| 2004–05   | Phil Jevons        | Yeovil Town         | 27   |
| 2005–06   | Karl Hawley        | Carlisle United     | 23   |
| 2006–07   | Richard Barker     | Hartlepool United   | 21   |
| 2006–07   | Izale McLeod       | Milton Keynes Dons  | 21   |
| 2007–08   | Aaron McLean       | Peterborough United | 29   |
| 2008–09   | Grant Holt         | Shrewsbury Town     | 20   |
| 2008–09   | Jack Lester        | Chesterfield        | 20   |
| 2009–10   | Lee Hughes         | Notts County        | 30   |
| 2010–11   | Clayton Donaldson  | Crewe Alexandra     | 28   |
| 2011–12   | Izale McLeod       | Barnet              | 18   |
| 2012–13   | Jack Midson        | AFC Wimbledon       | 18   |
| 2013–14   | Tom Pope           | Port Vale           | 31   |
| 2014–15   | Sam Winnall        | Scunthorpe United   | 23   |
| 2015–16   | Matt Tubbs         | Portsmouth          | 21   |
| 2016–17   | Matty Taylor       | Bristol Rovers      | 27   |
| 2017–18   | John Marquis       | Doncaster Rovers    | 26   |
| 2018–19   | Marc McNulty       | Coventry City       | 25   |
| 2019–20   | Billy Kee          | Accrington Stanley  | 25   |
| 2020–21   | Paul Mullin        | Cambridge United    | 32   |
| 2021-22   | Dom Telford        | Newport County      | 25   |
| 2022-23   | Andy Cook          | Bradford City       | 28   |
| 2023–24   | Macaulay Langstaff | Notts County        | 28   |